# Kuusiku (Kihelkonna)
Kuusiku – wieś w Estonii, w prowincji Sarema, w gminie Kihelkonna.